# یوست گوبل
یوست گوبل (هلندی: Just Göbel; ۲۱ نوامبر ۱۸۹۱ – ۵ مارس ۱۹۸۴) بازیکن فوتبال اهل هلند بود.
از باشگاه‌هایی که در آن بازی کرده‌است می‌توان به باشگاه فوتبال ویتس‌آرنهم اشاره کرد.